# АЭС Палисадес
АЭС Палисадес (англ. Palisades Nuclear Generating Station) — закрытая атомная электростанция на севере США.  
Станция расположена на берегу озера Мичиган в округе Ван-Бьюрен штата Мичиган.
20 мая 2022 года, по сообщению владельца станции — компании «Entergy», станция окончательно остановлена. Изначально окончательная остановка была запланирована на 31 мая 2022 года. Досрочный останов связан с состоянием системы управления и защиты реактора (СУЗ). Вывод из эксплуатации будет проводить компания «Holtec».

## Информация об энергоблоках
| Энергоблок | Тип реакторов           | Мощность | Мощность | Начало строительства | Физпуск    | Подключение к сети | Ввод в эксплуатацию | Закрытие   |
| Энергоблок | Тип реакторов           | Чистый   | Брутто   | Начало строительства | Физпуск    | Подключение к сети | Ввод в эксплуатацию | Закрытие   |
| ---------- | ----------------------- | -------- | -------- | -------------------- | ---------- | ------------------ | ------------------- | ---------- |
| Палисадес  | PWR, CE (2-loop) DRYAMB | 805 МВт  | 850 МВт  | 14.03.1967           | 24.05.1971 | 31.12.1971         | 31.12.1971          | 20.05.2022 |